# Augusto Emílio Zaluar
Augusto Emilio Zaluar (Lisboa, 14 de fevereiro de 1826 – Rio de Janeiro, 3 de abril de 1882) foi um escritor, poeta e jornalista. Nascido em Lisboa (onde colaborou no jornal A Época  (1848-1849) fundado e dirigido por Andrade Corvo juntamente com Rebelo da Silva), emigrou para o Brasil em 1850 e naturalizou-se cidadão brasileiro em 1856.
Filho do Major José Dias de Oliveira, Zaluar teve três filhos no Brasil.

## Vida profissional
No Brasil, entre outras atividades, fundou o jornal Espelho (cf. SODRÉ, 1966, p. 222), além de participar como redator de O Álbum Semanal (1851-1853) e como diretor de O Vulgarisador (1877-1879), todos cariocas. Na apresentação da primera edição de O Vulgarisador, Zaluar afirma que:
| “ | Na luta que daqui se deriva entre as aspirações impacientes do progresso e a relutância pertinaz dos preconceitos tradicionais, nasce para uns a dúvida e para outros uma resistência, teimosa e quase inconsciente, que é antes resultado da ignorância, do que de um antagonismo fatal contra as leis imutáveis das civilizações ascendentes. | ” |

Publicou Dores e Flores, em 1851, na editora de Paula Brito, além de traduzir folhetins estrangeiros para jornais. Vale destacar o prefácio (cf. CÉSAR, 1971, p. 294) feito ao livro poético Prelúdios, da gaúcha Julieta de Melo Monteiro, esposa do também imigrante português Francisco Guilherme Pinto Monteiro. Conforme O berço do cânone, Zaluar foi incluído no Lírica Nacional (1862), de Quintino Bocaiúva.
Amigo próximo de Manuel Antônio de Almeida, é dele o primeiro perfil biográfico do autor das Memórias de um Sargento de Milícias, logo após o trágico desaparecimento do romancista no naufrágio do Vapor Hermes, na costa fluminense, em dezembro de 1861. Transcrito no livro Obra Dispersa, uma coletânea dos textos esparsos de Manuel Antônio de Almeida, o artigo de Zaluar, publicado pelo Diário do Rio de Janeiro em 05 e 7 de fevereiro de 1862, é uma vigorosa denúncia das causas políticas e ideológicas que levaram à marginalização, tanto no jornalismo quanto no serviço público, do pioneiro do romance brasileiro, um abolicionista e republicano radical no auge do Segundo Reinado, da elite agrária e do trabalho escravo. Trabalhou como jornalista no jornal O Globo, escrevendo várias matérias sobre a Exposição Nacional de 1875. Também foi o autor da primeira obra de ficção científica do Brasil, O Doutor Benignus.

## Principais livros
- O Doutor Benignus (1875)
- Peregrinação pela Província de São Paulo (1860-1861) (1862)

## Títulos e prêmios
Imperial Ordem da Rosa